# Islas Flannan
Las islas Flannan son un pequeño grupo de islas pertenecientes a Escocia en el Reino Unido. Forman parte del archipiélago de las Islas Hébridas Exteriores. Están situadas en la costa noroeste de Escocia, a 32 km al oeste de la isla de Lewis. Su nombre procede del monje irlandés del siglo VII San Flananio de Killaloe. Desde el año 1971 en que fue automatizado el faro allí situado, carecen de población estable. En diciembre de 1900 tuvo lugar en las islas la misteriosa desaparición de tres fareros que se encontraban trabajando en el lugar, sin que nunca se averiguara lo sucedido.

## Geografía
Se divide en 7 islas principales y numerosos islotes más pequeños. Se distinguen tres grupos de islas; el principal se encuentra al noreste e incluye las dos islas más importantes: Eilean Taighe (House Isle) y Eilean Mòr (Big Isle), que tiene aproximadamente 17,5 hectáreas de extensión, en la que se encuentra el faro de las islas Flannan y la pequeña capilla en ruinas levantada por el santo que da nombre a los islotes. Al sur se sitúan Soray (Eastward Isle) y Sgeir Tomain; mientras que en la zona más occidental se encuentran Eilean a 'Ghobha (isle of the Blacksmith o isla del Herrero), Roaireim (que tiene un arco de roca natural) y Bròna Cleit (Sad Sunk Rock). La superficie total es de aproximadamente 50 hectáreas. El lugar más alto se encuentra situado en Eilean Mòr a 88 metros sobre el nivel del mar.

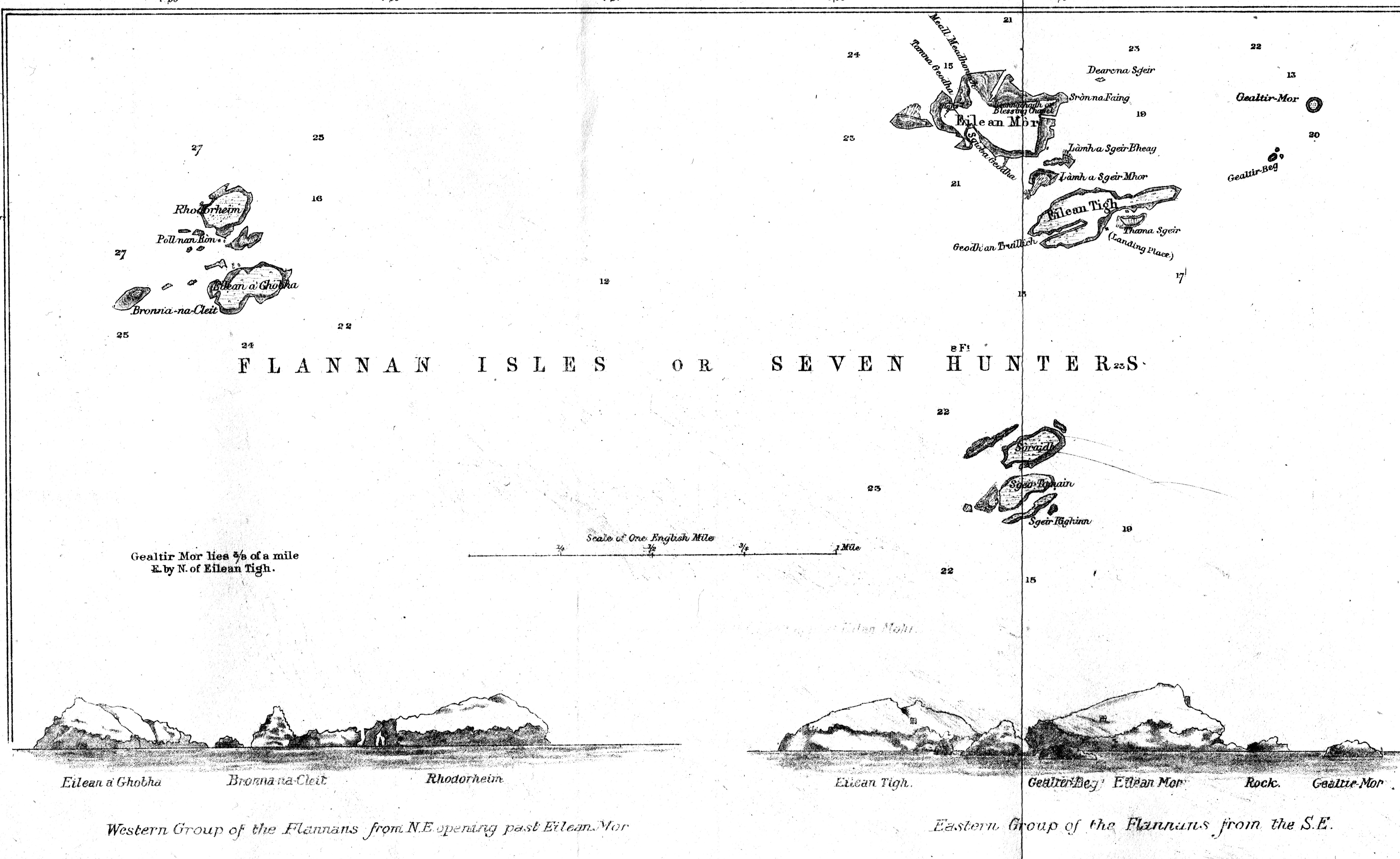

## Faro de las islas Flannan
Se encuentra situado en el punto más alto de la isla de Eilean Mòr. Tiene una altura de 23 metros, fue diseñado por David Alan Stevenson (1854-1938) y construido entre 1895 y 1899. Todos los materiales utilizados en la obra tuvieron que ser izados sobre acantilados de 45 metros de altura directamente desde los botes de suministro, tarea nada fácil en unos mares casi siempre agitados por el oleaje. Comenzó a funcionar el 7 de diciembre de 1899.

## Fauna
Las islas constituyen un importante lugar de nidificación para diferentes especies de aves marinas:
- Fratercula arctica (frailecillo común).
- Fulmarus glacialis (fulmar boreal).
- Hydrobates pelagicus (paiño européo).
- Oceanodroma leucorhoa (paiño boreal).
- Phalacrocorax aristotelis (cormorán moñudo).
- Rissa tridactyla (gaviota tridáctila).